# Lisa A. Barnett
Lisa Anne Barnett (* 24. August 1958 in Dorchester, Massachusetts; † 2. Mai 2006 in Portsmouth, New Hampshire) war eine amerikanische Schriftstellerin. Sie starb im Alter von 48 Jahren an einem Gehirntumor.
Lisa Anne Barnett studierte Englisch und Theaterwissenschaft an der University of Massachusetts in Boston und war ab 1988 als Redakteurin tätig.
Sie und ihre Lebensgefährtin Melissa Scott bekamen drei Auszeichnungen für folgende Werke: The Armor of Light (1988), Point of Hopes (1995) und Point of Dreams (2001). Barnett schrieb ihre Werke im Fantasy und Science Fiction Genre.

## Werke (Auswahl)
- The Armor of Light, (1988), England Science Fiction Association, 1. Oktober 1997, ISBN 0-915368-29-3
- Point of Hopes, (1995), Tor Books, ISBN 0-312-85844-2
- Point of Dreams, (2001), ISBN 0-312-87589-4 (Lambda Literary Award Gewinner)

## Einzelnachweis
1. ↑  Boston.com